# Grand Prix automobile de Buenos Aires
Le Grand Prix automobile de Buenos Aires est une course automobile créée en 1930 et disparue en 2009. Elle se déroulait sur plusieurs circuits de la ville de Buenos Aires et dernièrement sur l'Autódromo Juan y Oscar Gálvez.

## Palmarès
| Année | Titre                                                          | Vainqueur                       | Voiture            | Circuit                        | Règlementation          | Résultats |
| ----- | -------------------------------------------------------------- | ------------------------------- | ------------------ | ------------------------------ | ----------------------- | --------- |
| 1930  | Grand Prix de Buenos Aires                                     | Juan Malcolm                    | Delage             | Circuito de la Costanera Norte | Grand Prix              | Résultats |
| 1932  | Prix de la Cité de Buenos Aires                                | Domingo Bucci                   | Hudson             | Circuito de la Costanera Norte | Grand Prix              | Résultats |
| 1936  | Grand Prix de la Cité de Buenos Aires                          | Carlos Arzani                   | Alfa Romeo         | Circuito de la Costanera Norte | Grand Prix              | Résultats |
| 1941  | Grand Prix de Buenos Aires                                     | José Canziani                   | Alfa Romeo         | Circuito de la Costanera Norte | Grand Prix              | Résultats |
| 1942  | Grand Prix de Buenos Aires                                     | José Canziani                   | Alfa Romeo         | Circuito de la Costanera Norte | Grand Prix              | Résultats |
| 1947  | Grand Prix Général Juan Perón                                  | Course 1: Luigi Villoresi       | Maserati           | Retiro                         | Grand Prix              | Résultats |
| 1947  | Grand Prix Eva Duarte Perón                                    | Course 2: Luigi Villoresi       | Maserati           | Retiro                         | Grand Prix              | Résultats |
| 1948  | Grand Prix du Général Juan Perón et de la Cité de Buenos Aires | Course 1: Luigi Villoresi       | Maserati           | Palermo                        | Grand Prix              | Résultats |
| 1948  | Grand Prix Dalmiro Varela Castex                               | Course 2: Luigi Villoresi       | Maserati           | Palermo                        | Grand Prix              | Résultats |
| 1949  | Grand Prix du Général Juan Perón et de la Cité de Buenos Aires | Course 1: Alberto Ascari        | Maserati           | Palermo                        | Grand Prix              | Résultats |
| 1949  | Grand Prix Eva Duarte Perón                                    | Course 2: Oscar Alfredo Gálvez  | Alfa Romeo         | Palermo                        | Formule Libre           | Résultats |
| 1949  | Grand Prix du Général Juan Perón et de la Cité de Buenos Aires | Course 3: Alberto Ascari        | Ferrari            | Palermo                        | Formule Libre           | Résultats |
| 1950  | Grand Prix Eva Perón et de la Cité de Buenos Aires             | Luigi Villoresi                 | Ferrari            | Palermo                        | Formule Libre           | Résultats |
| 1951  | Grand Prix Général Perón et de la Cité de Buenos Aires         | Course 1: José Froilán González | Ferrari            | Circuito de la Costanera Norte | Formule Libre           | Résultats |
| 1951  | Grand Prix Eva Perón et de la Cité de Buenos Aires             | Course 2: José Froilán González | Ferrari            | Circuito de la Costanera Norte | Formule Libre           | Résultats |
| 1951  | Grand Prix Eva Perón et de la Cité de Buenos Aires             | Course 3: John Fitch            | Allard-Cadillac    | Circuito de la Costanera Norte | Voitures de Sport       | Résultats |
| 1952  | Grand Prix du Président Perón                                  | Course 1: Juan Manuel Fangio    | Ferrari            | Autódromo Juan y Oscar Gálvez  | Formule Libre           | Résultats |
| 1952  | Grand Prix extraordinaire María Eva Duarte de Perón            | Course 2: Juan Manuel Fangio    | Ferrari            | Autódromo Juan y Oscar Gálvez  | Formule Libre           | Résultats |
| 1953  | Grand Prix de la Cité de Buenos Aires                          | Giuseppe Farina                 | Ferrari            | Autódromo Juan y Oscar Gálvez  | Formule 2               | Résultats |
| 1954  | Grand Prix de la Cité de Buenos Aires                          | Maurice Trintignant             | Ferrari            | Autódromo Juan y Oscar Gálvez  | Formule 1               | Résultats |
| 1955  | Grand Prix de la Cité de Buenos Aires                          | Juan Manuel Fangio              | Mercedes-Benz      | Autódromo Juan y Oscar Gálvez  | Formule 1               | Résultats |
| 1956  | Grand Prix de la Cité de Buenos Aires                          | Juan Manuel Fangio              | Ferrari            | Parque Gral. San Martin        | Formule 1               | Résultats |
| 1957  | Grand Prix de la Cité de Buenos Aires                          | Juan Manuel Fangio              | Maserati           | Autódromo Juan y Oscar Gálvez  | Formule 1               | Résultats |
| 1958  | Grand Prix de la Cité de Buenos Aires                          | Juan Manuel Fangio              | Maserati           | Autódromo Juan y Oscar Gálvez  | Formule 1               | Résultats |
| 1960  | Grand Prix de la Cité de Buenos Aires                          | Maurice Trintignant             | Cooper-Climax      | Parque Sarmiento               | Formule 1               | Résultats |
| 1964  | Grand Prix international de la Cité de Buenos Aires            | Course 1: Silvio Moser          | Brabham-Ford       | Autódromo Juan y Oscar Gálvez  | Formule Junior          | Résultats |
| 1964  | Grand Prix international de l'Automobile Club d'Argentine      | Course 2: Silvio Moser          | Brabham-Ford       | Autódromo Juan y Oscar Gálvez  | Formule Junior          | Résultats |
| 1966  | Grand Prix international de la Cité de Buenos Aires            | Chris Irwin                     | Brabham-Cosworth   | Autódromo Juan y Oscar Gálvez  | Formule 3               | Résultats |
| 1967  | Grand Prix de la Cité de Buenos Aires                          | Course 1: Jean-Pierre Beltoise  | Matra-Cosworth     | Autódromo Juan y Oscar Gálvez  | Formule 3               | Résultats |
| 1967  | Grand Prix de la Cité de Buenos Aires                          | Course 2: Jean-Pierre Beltoise  | Matra-Cosworth     | Autódromo Juan y Oscar Gálvez  | Formule 3               | Résultats |
| 1968  | Grand Prix YPF                                                 | Course 1: Ernesto Brambilla     | Ferrari            | Autódromo Juan y Oscar Gálvez  | Formule 2               | Résultats |
| 1968  | Grand Prix Argentine Airlines                                  | Course 2: Piers Courage         | Brabham-Cosworth   | Autódromo Juan y Oscar Gálvez  | Formule 2               | Résultats |
| 1978  | Grand Prix de la Cité de Buenos Aires                          | Ingo Hoffmann                   | March-BMW          | Autódromo Juan y Oscar Gálvez  | Formule 2               | Résultats |
| 1987  | Grand Prix de la Cité de Buenos Aires                          | Course 1: Guillermo Maldonado   | Berta-Volkswagen   | Autódromo Juan y Oscar Gálvez  | Formule 3 sudaméricaine | Résultats |
| 1987  | Grand Prix de la Cité de Buenos Aires                          | Course 2: Leonel Friedrich      | Berta-Volkswagen   | Autódromo Juan y Oscar Gálvez  | Formule 3 sudaméricaine | Résultats |
| 1987  | Grand Prix de la Cité de Buenos Aires                          | Course 3: Gabriel Furlán        | Berta-Volkswagen   | Autódromo Juan y Oscar Gálvez  | Formule 3 sudaméricaine | Résultats |
| 1989  | Grand Prix de la Cité de Buenos Aires                          | Course 1: Leonel Friedrich      | Reynard-Volkswagen | Autódromo Juan y Oscar Gálvez  | Formule 3 sudaméricaine | Résultats |
| 1989  | Grand Prix de la Cité de Buenos Aires                          | Course 2: Gabriel Furlán        | Dallara-Alfa Romeo | Autódromo Juan y Oscar Gálvez  | Formule 3 sudaméricaine | Résultats |
| 1990  | Grand Prix de la Cité de Buenos Aires                          | Tom Stefani                     | Reynard-Volkswagen | Autódromo Juan y Oscar Gálvez  | Formule 3 sudaméricaine | Résultats |
| 1991  | Grand Prix de la Cité de Buenos Aires                          | Course 1: Affonso Giaffone      | Ralt-Volkswagen    | Autódromo Juan y Oscar Gálvez  | Formule 3 sudaméricaine | Résultats |
| 1991  | Grand Prix de la Cité de Buenos Aires                          | Course 2: Marcos Gueiros        | Ralt-Honda         | Autódromo Juan y Oscar Gálvez  | Formule 3 sudaméricaine | Résultats |
| 1992  | Grand Prix de la Cité de Buenos Aires                          | Course 1: Guillermo Kissling    | Ralt-Honda         | Autódromo Juan y Oscar Gálvez  | Formule 3 sudaméricaine | Résultats |
| 1992  | Grand Prix de la Cité de Buenos Aires - World Cup Formula 3000 | Course 2: Andrea Montermini     | Reynard-Cosworth   | Autódromo Juan y Oscar Gálvez  | Formule 3000            | Résultats |
| 1993  | Grand Prix de la Cité de Buenos Aires                          | Hélio Castro-Neves              | Ralt-Honda         | Autódromo Juan y Oscar Gálvez  | Formule 3 sudaméricaine | Résultats |
| 1994  | Grand Prix de la Cité de Buenos Aires                          | Course 1: Omar Martínez         | Tom's-Toyota       | Autódromo Juan y Oscar Gálvez  | Formule 3 sudaméricaine | Résultats |
| 1994  | Grand Prix de la Cité de Buenos Aires                          | Course 2: Gabriel Furlán        | Dallara-Fiat       | Autódromo Juan y Oscar Gálvez  | Formule 3 sudaméricaine | Résultats |
| 1995  | Grand Prix de la Cité de Buenos Aires                          | Course 1: Max Wilson            | Dallara-Opel       | Autódromo Juan y Oscar Gálvez  | Formule 3 sudaméricaine | Résultats |
| 1995  | Grand Prix de la Cité de Buenos Aires                          | Course 2: Gabriel Furlán        | Dallara-Fiat       | Autódromo Juan y Oscar Gálvez  | Formule 3 sudaméricaine | Résultats |
| 1995  | Grand Prix de la Cité de Buenos Aires                          | Course 3: Max Wilson            | Dallara-Opel       | Autódromo Juan y Oscar Gálvez  | Formule 3 sudaméricaine | Résultats |
| 1996  | Grand Prix de la Cité de Buenos Aires                          | Course 1: Gabriel Furlán        | Dallara-Fiat       | Autódromo Juan y Oscar Gálvez  | Formule 3 sudaméricaine | Résultats |
| 1996  | Grand Prix de la Cité de Buenos Aires                          | Course 2: Juan Manuel Silva     | Tom's-Toyota       | Autódromo Juan y Oscar Gálvez  | Formule 3 sudaméricaine | Résultats |
| 1997  | Grand Prix de la Cité de Buenos Aires                          | Gabriel Furlán                  | Dallara-Mitsubishi | Autódromo Juan y Oscar Gálvez  | Formule 3 sudaméricaine | Résultats |
| 1998  | Grand Prix de la Cité de Buenos Aires                          | Martín Basso (es)               | Dallara-Mitsubishi | Autódromo Juan y Oscar Gálvez  | Formule 3 sudaméricaine | Résultats |
| 1999  | Grand Prix de la Cité de Buenos Aires                          | Course 1: Eduardo Pamplona      | Dallara-Opel       | Autódromo Juan y Oscar Gálvez  | Formule 3 sudaméricaine | Résultats |
| 1999  | Grand Prix de la Cité de Buenos Aires                          | Course 2: Rodrigo Sperafico     | Dallara-Mugen      | Autódromo Juan y Oscar Gálvez  | Formule 3 sudaméricaine | Résultats |
| 2001  | Grand Prix de la Cité de Buenos Aires                          | Juliano Moro                    | Dallara-Mugen      | Autódromo Juan y Oscar Gálvez  | Formule 3 sudaméricaine | Résultats |
| 2006  | Grand Prix de la Cité de Buenos Aires                          | Course 1: Diego Nunes           | Dallara-Berta      | Autódromo Juan y Oscar Gálvez  | Formule 3 sudaméricaine | Résultats |
| 2006  | Grand Prix de la Cité de Buenos Aires                          | Course 2: Diego Nunes           | Dallara-Berta      | Autódromo Juan y Oscar Gálvez  | Formule 3 sudaméricaine | Résultats |
| 2006  | Grand Prix de la Cité de Buenos Aires                          | Course 3: Clemente Faria        | Dallara-Berta      | Autódromo Juan y Oscar Gálvez  | Formule 3 sudaméricaine | Résultats |
| 2008  | Grand Prix de la Cité de Buenos Aires                          | Course 1: Nelson Merlo          | Dallara-Berta      | Autódromo Juan y Oscar Gálvez  | Formule 3 sudaméricaine | Résultats |
| 2008  | Grand Prix de la Cité de Buenos Aires                          | Course 2: Nelson Merlo          | Dallara-Berta      | Autódromo Juan y Oscar Gálvez  | Formule 3 sudaméricaine | Résultats |
| 2009  | Grand Prix de la Cité de Buenos Aires                          | Course 1: Leonardo Cordeiro     | Dallara-Berta      | Autódromo Juan y Oscar Gálvez  | Formule 3 sudaméricaine | Résultats |
| 2009  | Grand Prix de la Cité de Buenos Aires                          | Course 2: Leonardo Cordeiro     | Dallara-Berta      | Autódromo Juan y Oscar Gálvez  | Formule 3 sudaméricaine | Résultats |